# Andrés Villamizar
Andrés Villamizar Pachón (Bogotá) es economista y político colombiano. Ha sido candidato a la Cámara por Bogotá y fue el primer director de la Unidad Nacional de Protección. Fue Secretario de Seguridad y Justicia de Cali durante la alcaldía de Maurice Armitage.

## Biografía
Es hijo de Alberto Villamizar quien fue cofundador del Nuevo Liberalismo junto con Luis Carlos Galán, y Maruja Pachón hermana de Gloria Pachón, esposa de Luis Carlos Galán. Es primo de Juan Manuel Galán y de Carlos Fernando Galán. Es economista de la Universidad de Los Andes, donde tras haber cursado algunos semestres ingresó a la Armada Nacional y especialista en Gobierno, Gerencia y Asuntos Públicos de la Universidad Externado de Colombia. Tiene una maestría en Seguridad Nacional de la Universidad de Georgetown y un doctorado en análisis de políticas públicas de Pardee RAND. 

### Vida Pública
Fue edil de Chapinero, Bogotá en 1994 y en el gobierno de Andrés Pastrana trabajó en el Departamento Nacional de Planeación, Unidad de Seguridad y Justicia y en el Ministerio de Defensa, como parte del equipo que ayudó a implementar el Plan Colombia y el programa de fortalecimiento de la Fuerza Pública. En el gobierno de Álvaro Uribe Vélez, Villamizar trabajó nuevamente en el Ministerio de Defensa como asesor de Marta Lucía Ramírez junto a Sergio Jaramillo, Alfredo Rangel y el viceministro Andrés Soto. 
Trabajó Fundación Seguridad y Democracia que dirigía Alfredo Rangel. Ahí escribió libros y ensayos sobre seguridad y defensa. 
Trabajó con Rafael Pardo como miembro de su unidad de trabajo legislativo y apoyó su aspiración presidencial en 2006. Villamizar hizo parte de la lista del Partido Liberal a la Cámara de Representantes por Bogotá pero no resultó elegido. 
En el año 2009 fue escogido como coordinador nacional de la campaña de Germán Vargas Lleras para las elecciones presidenciales de 2010. En el primer gobierno del presidente Juan Manuel Santos estuvo encargado de la Seguridad Ciudadana del Ministerio del Interior en cabeza de Vargas Lleras.
El 7 de noviembre de 2011 Villamizar fue nombrado como primer Director de la Unidad Nacional de Protección, entidad creada para encargarse del programa de protección del ministerio del Interior y de las funciones de seguridad que tenía el DAS antes de ser liquidado. Villamizar presentó su renuncia en enero de 2015.
El 7 de junio de 2018 fue nombrado como Secretario de Seguridad y Justicia de Cali en la administración del alcalde Maurice Armitage, en este cargo Villamizar ha liderado la estrategia de seguridad de la ciudad logrando una reducción histórica en los homicidios en la ciudad capital con el más alto índice de homicidios por cada cien mil habitantes.

## Controversias

### Corrupción en la UNP
En el año 2014 se denunció un cartel de corrupción dentro de la entidad que dirigía Villamizar Pachón, que funcionaba cuando la Unidad Nacional de Protección debía prestar servicios a protegidos fuera de Bogotá, funcionarios encargados de determinar la prestación del servicio y a qué compañía los daban, presentaban cobros por encima del valor real y pedían sobornos para agilizar el pago de facturas millonarias. Julián Marulanda, secretario general de la Unidad Nacional de Protección, quien es prófugo de la justicia, ha acusado a Villamizar de casos de corrupción, y de perseguirle su buen nombre con motivo de la relación entre Villamizar Pachón y Carlos Cuchimaque. Las denuncias de Andrés Villamizar Pachón resultaron infundadas y eran solamente una maniobra para desviar la atención de las autoridades, como lo demostró el abogado Iván Cancino. De hecho el Juez de Garantías, tanto en primera como en segunda instancia, reconocieron que no existen pruebas contundentes contra Julián Marulanda Calero por los hechos por los que en su momento fue denunciado por Andrés Villamizar.  Por el contrario, el señor Villamizar ha eludido dar las explicaciones que le corresponden sobre los graves hechos que encontró la Contraloría General de la República de Colombia acerca de su gestión y del papel que jugó en el desfalco de la UNP su mano derecha, el señor Alonso Miranda Montenegro.[cita requerida]

### Crisis económica en la UNP
En noviembre de 2014 Villamizar Pachón, como director de la Unidad Nacional de Protección, afirmó que en ocho días comenzaría el desmonte de los esquemas de seguridad por falta de recursos, a esto el ministro de Hacienda Mauricio Cárdenas manifestó su inconformismo ya que según él, la UNP estaría despilfarrando los dineros públicos. A lo anterior se sumó una huelga de más de 700 escoltas en Colombia que reclamaba el pago de salarios adeudados, lo que generó que se dejara sin protección a más de cuarenta amenazados en el país.